# STANCE (ブランド)
STANCE（スタンス）は2009年に設立されたアメリカの靴下ブランド。カルフォルニア州のサンクレメンテに本社を置く。2015年3月現在、同社は3600万本以上の靴下を販売し、1億ドル以上を得ている。

## 歴史
スタンスは2009年にJeff Kearl、John Wilson、Aaron Hennings、Ryan Kingman、Taylor Shupeによって設立された。彼らは、靴下というカテゴリーに目をつけた。
2010年に出荷を開始して以来、出荷額は1500万ドルを超え、世界40カ国以上で販売されている。
2015年3月:ウォールストリートジャーナルは、スタンス(ブランド)がシリコンバレーのベンチャー出資会社から5,000万ドルを調達し、そのブランドが男性の下着を発売すると報じた。
2015年4月:スタンスが2015-2016シーズンからNBAの公式ソックスになったことを発表した。これにより、スタンスは歴史上初めてNBA選手の着用したすべての靴下にロゴを表示することが許可された。

## アンバサダー
スタンスは広告の一環として著名人とアンバサダー契約をしている。
アンバサダーにはミュージシャン、選手、デザイナー、アーティスト、スタイリスト、作家、写真家などがいる。リアーナ やビッグ・ショーンもその一人。